# Réacteur à neutrons rapides expérimental chinois
Le réacteur à neutrons rapides expérimental chinois (ou China Experimental Fast Reactor (CEFR)) est l'un des deux réacteurs à neutrons rapides chinois actuellement en exploitation. Il est construit au sein de l'Institut chinois de l'énergie atomique, localisé à environ 35 km au sud-ouest de Pékin dans le District de Fangshan. 
Le réacteur CEFR possède une puissance thermique de 65 mégawatts, transformée en 20 mégawatts électriques. Il s'agit d'un réacteur rapide refroidi au sodium. C'est un réacteur de type piscine avec une durée de vie prévue à la conception de 30 ans. 

## Historique
Le réacteur CEFR commence à produire de l'électricité en juillet 2011. En octobre 2011, l'agence de l'énergie atomique japonaise annonce que le réacteur a cessé de produire de l'électricité à la suite d'un accident ; le directeur de l'institut chinois de l'énergie atomique nie cependant qu'il y ait eu le moindre incident. Le 31 octobre 2012, l'Agence Chine nouvelle annonce que le CEFR a réussi les vérifications de sûreté officielles.
Les essais en puissance ont repris début 2014, le test de 72 h de fonctionnement à 100 % Pn a été réalisé en décembre 2014. Il s'agit d'un réacteur de démonstration, destiné à préparer le démarrage d'un réacteur d'exploitation prévu en 2034.